# Bollwiller

Bollwiller este o comună în departamentul Haut-Rhin din estul Franței. În 2009 avea o populație de 3.555 de locuitori.

## Evoluția populației
| An        | 1975  | 1982  | 1990  | 1999  | 2006  | 2009  |
| --------- | ----- | ----- | ----- | ----- | ----- | ----- |
| Populație | 3.007 | 2.951 | 3.194 | 3.552 | 3.573 | 3.555 |